# Diphyus fuscatorius
Diphyus fuscatorius är en stekelart som först beskrevs av Heinrich 1974.  Diphyus fuscatorius ingår i släktet Diphyus, och familjen brokparasitsteklar. Inga underarter finns listade.